# Chapter V (альбом Staind)
Chapter V (с англ. Глава 5) — пятый студийный альбом американской группы Staind, выпущенный 9 августа 2005 года.

## Об альбоме
Альбом дебютировал по номером 1 в чарте Billboard, продав за первую неделю 185 000 копий.
Вокалист Аарон Льюис заявил, что считает Chapter V «лучшей записью, выпущенной группой на сегодняшний день», и что альбом продолжает эволюцию от тематики песен, которые были в предыдущем альбоме 14 Shades of Grey, до тематики надежды и неопределённости. Он также демонстрирует более тяжёлую сторону группы на выбранных треках (напоминает некоторый контент в альбоме Dysfunction 1999 года) и подчёркивает баланс между обоими стилями звучания группы. Альбом включает в себя треки под названием «Paper Jesus», нацеленный на руководителей звукозаписывающих компаний, которые боготворят деньги вместо музыки, и «Reply» — открытое письмо в ответ на письма фанатов, которые Аарон Льюис и остальные участники группы получали на протяжении многих лет (оригинальную версию можно найти в Special Edition).
С момента выпуска было продано 1 200 000 экземпляров в Соединенных Штатах и 1 500 000 по всему миру. Тем не менее, это был самый низкий дебют Staind в Великобритании под номером 112. В то же время он был признан одним из самых ожидаемых альбомов года в США перед его выпуском. Специальное издание с пятью бонусными треками, дополнительным буклетом и DVD было выпущено несколько месяцев спустя. Даже по прошествии года его позиции оставались довольно стабильными в Billboard 200.
Группа продвигала альбом, позволяя избранным фанатам предварительно прослушивать его в своем гастрольном автобусе, и гастролируя после его выпуска в течение целого года, включая мини-туры в Австралию и сольные туры по Европе, а также осенний тур с участием Flyleaf, Taproot и P.O.D. Группа также гастролировала по Соединенным Штатам с 3 Doors Down, Hurt, Three Days Grace, Breaking Benjamin и Seether (позже отмененной) по всей стране для продвижения альбома.

## Список композиций
Все тексты написаны Аароном Льюисом, вся музыка написана Staind.
| №                   | Название                                            | Длительность |
| ------------------- | --------------------------------------------------- | ------------ |
| 1.                  | «Run Away»                                          | 3:39         |
| 2.                  | «Right Here»                                        | 4:13         |
| 3.                  | «Paper Jesus»                                       | 4:14         |
| 4.                  | «Schizophrenic Conversations»                       | 4:32         |
| 5.                  | «Falling»                                           | 4:20         |
| 6.                  | «Cross to Bear»                                     | 3:40         |
| 7.                  | «Devil»                                             | 5:00         |
| 8.                  | «Please»                                            | 4:24         |
| 9.                  | «Everything Changes»                                | 3:58         |
| 10.                 | «Take This» (назван "Trippy" на некоторых изданиях) | 4:42         |
| 11.                 | «King of All Excuses»                               | 3:39         |
| 12.                 | «Reply»                                             | 4:14         |
| Общая длительность: | Общая длительность:                                 | 50:35        |

| №   | Название    | Длительность |
| --- | ----------- | ------------ |
| 13. | «Open Wide» | 4:03         |

| №   | Название                      | Длительность |
| --- | ----------------------------- | ------------ |
| 13. | «Let It Out»                  | 4:55         |
| 14. | «Novocaine»                   | 3:15         |
| 15. | «Reply (Original Version)»    | 5:02         |
| 16. | «It's Been Awhile (Acoustic)» | 4:30         |
| 17. | «Beetlejuice»                 | 3:15         |

| №   | Название            | Длительность |
| --- | ------------------- | ------------ |
| 14. | «Something Like Me» | 4:52         |
| 15. | «The Truth»         | 4:42         |

## Критический прием
| Совокупная оценка    | Совокупная оценка |
| Источник             | Оценка            |
| -------------------- | ----------------- |
| Metacritic           | (48/100)          |
| Оценки критиков      |                   |
| Источник             | Оценка            |
| Allmusic             | [ 1 ]             |
| Billboard            | (смешанный)       |
| Blender              | [ 5 ]             |
| Entertainment Weekly | B                 |
| The Guardian         | [ 7 ]             |
| musicOMH             | [ 5 ] [ 8 ]       |
| NME                  | (3/10)            |
| Rolling Stone        | [ 9 ]             |
| USA Today            | [ 10 ]            |

Первоначально реакция критиков варьировалась от смешанной до нейтральной. На сайте Metacritic, который присваивает нормализованные оценки рецензий основных критиков, альбом получил в среднем 48 баллов из 100, основываясь на 10 рецензиях.

## Чарты
| Год  | Чарт          | Позиция |
| ---- | ------------- | ------- |
| 2005 | Billboard 200 | 1       |

## Участники записи
Staind
- Аарон Льюис — ведущий вокал, ритм-гитара
- Машок, Майк — ведущая гитара
- Джонни Эйприл — бас-гитара, бэк-вокал
- Джон Уайсоки — барабаны

производство
- Дэвид Боттрилл — продюсирование, микширование
- Брайан Спербер — звукоинженер
- Боб Людвиг — мастеринг